# Neogotyk

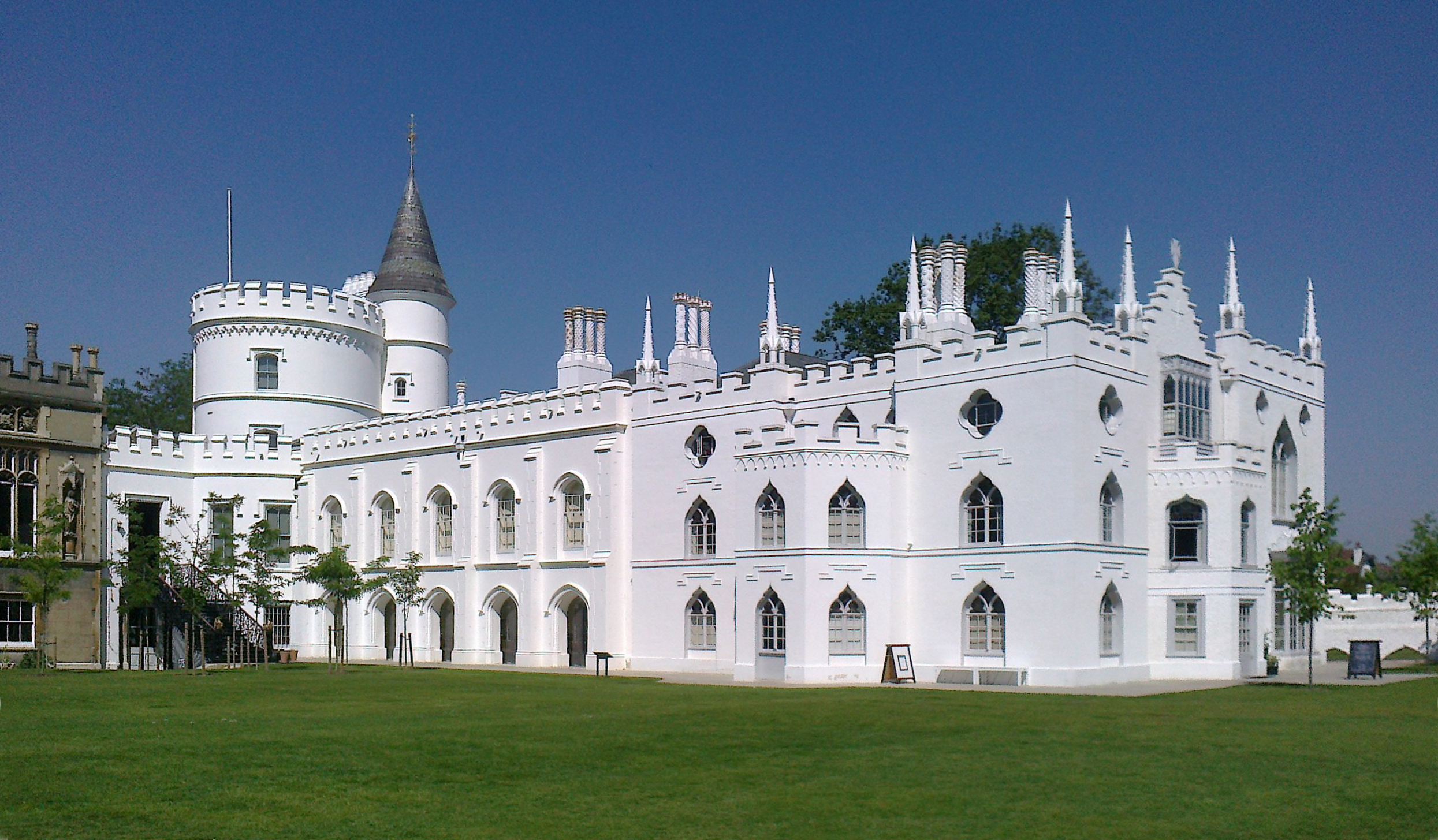
Elewacja Strawberry Hill.

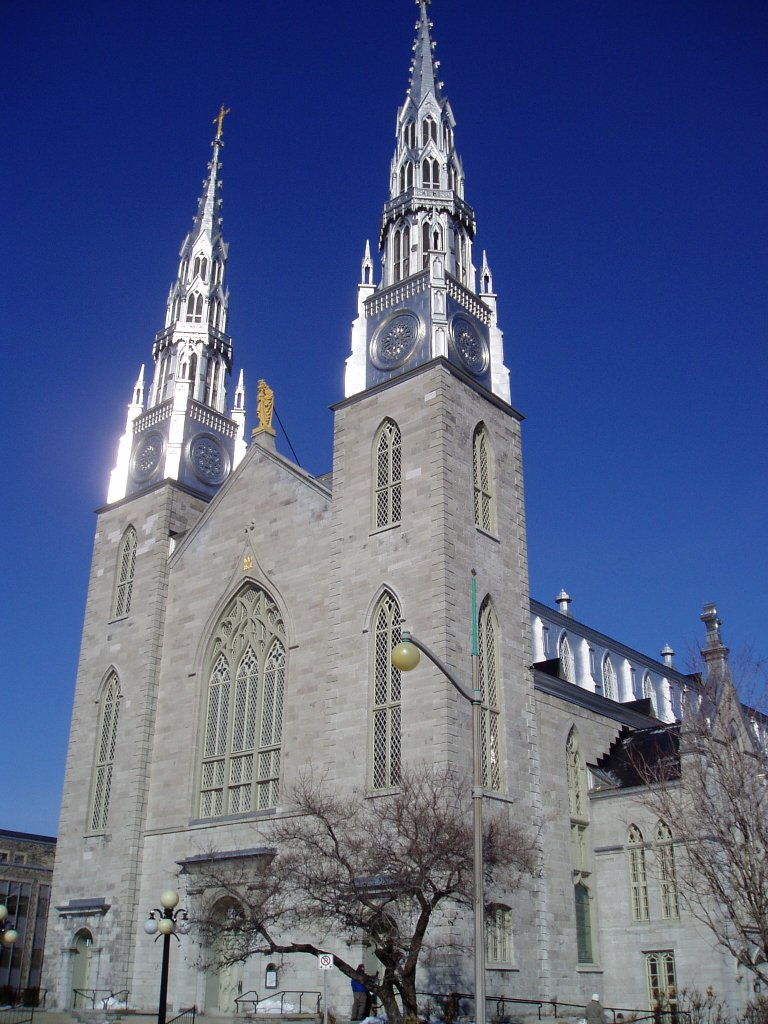
Bazylika katedralna Notre-Dame w Ottawie jako przykład neogotyku w Ameryce Północnej

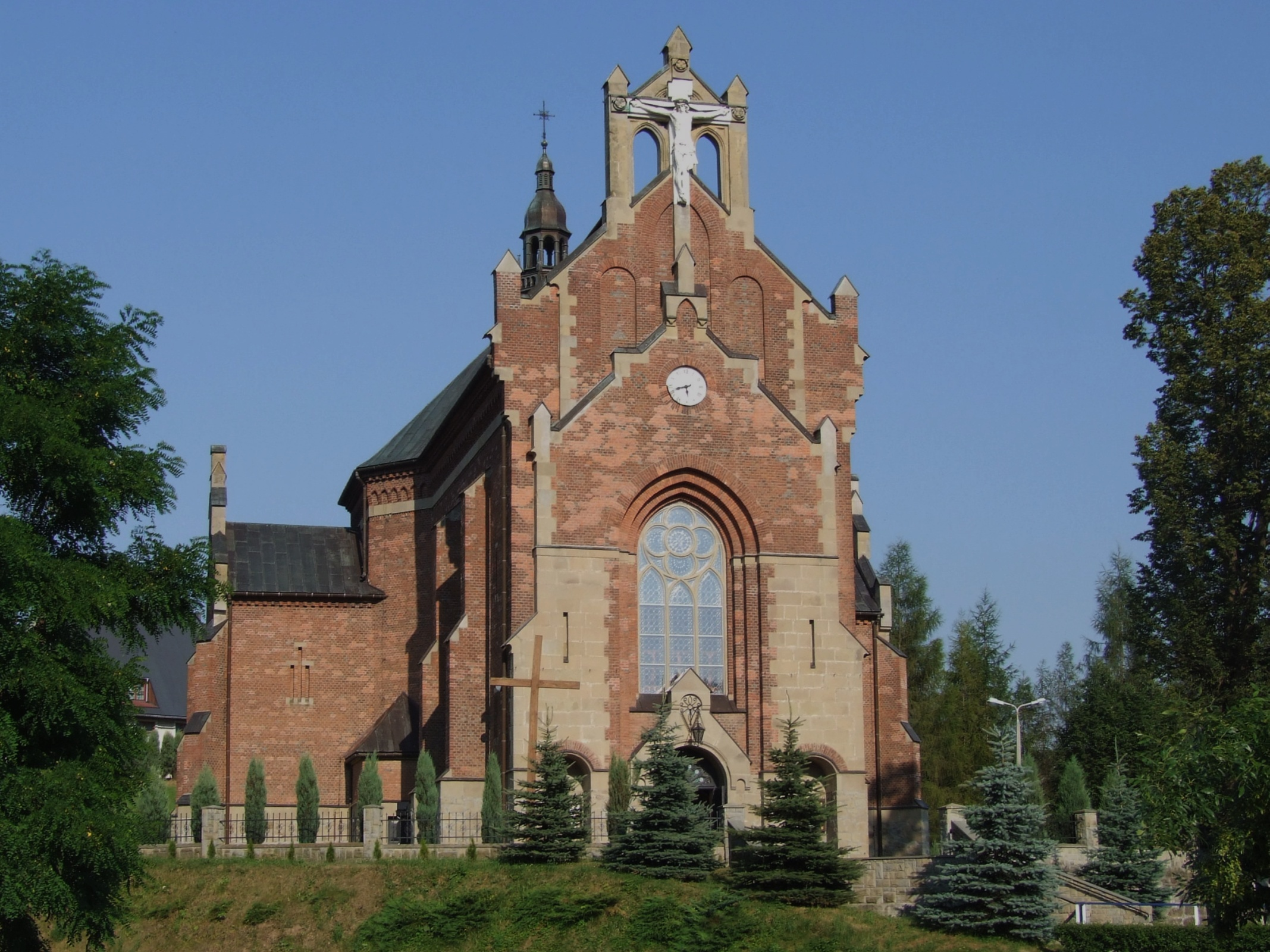
Kościół św. Mikołaja w Przyszowej projektu Teodora Talowskiego

Neogotyk – styl w architekturze, a także rzemiośle artystycznym, nawiązujący formalnie do gotyku, powstały około połowy XVIII wieku w Anglii i trwający do początku XX wieku, zaliczany do historyzmu.
Najczęściej spotyka się kościoły nawiązujące do kontynentalnych gotyckich lub rozbudowane gotyckie (katedra w Kolonii, katedra św. Wita w Pradze) oraz budowle wzorowane na gotyku angielskim (zamek w Kórniku, Świątynia Miłosierdzia i Miłości w Płocku).

## Historia
W meblarstwie neogotyk był popularny głównie w Anglii i Niemczech od lat 30. do lat 60. XIX wieku.

### Architektura
W Anglii od czasów średniowiecza istniała nieprzerwana tradycja gotycka – gothic revival, która po okresie klasycyzmu zaczęła się rozprzestrzeniać do innych krajów europejskich. Pierwszą rezydencją w stylu neogotyckim było Strawberry Hill zbudowane dla pisarza powieści gotyckich Horacego Walpole’a, przebudowane w stylu neogotyckim w 1750 roku.
Styl neogotycki uważano za odpowiedni do budowy okazałych budynków użyteczności publicznej (w tym m.in. budynków parlamentów Węgier w Budapeszcie i Wielkiej Brytanii w Londynie) oraz kościołów. Na uwagę zasługuje budynek dworca kolejowego we Wrocławiu i w Nowych Skalmierzycach.

## Neogotyk na ziemiach polskich

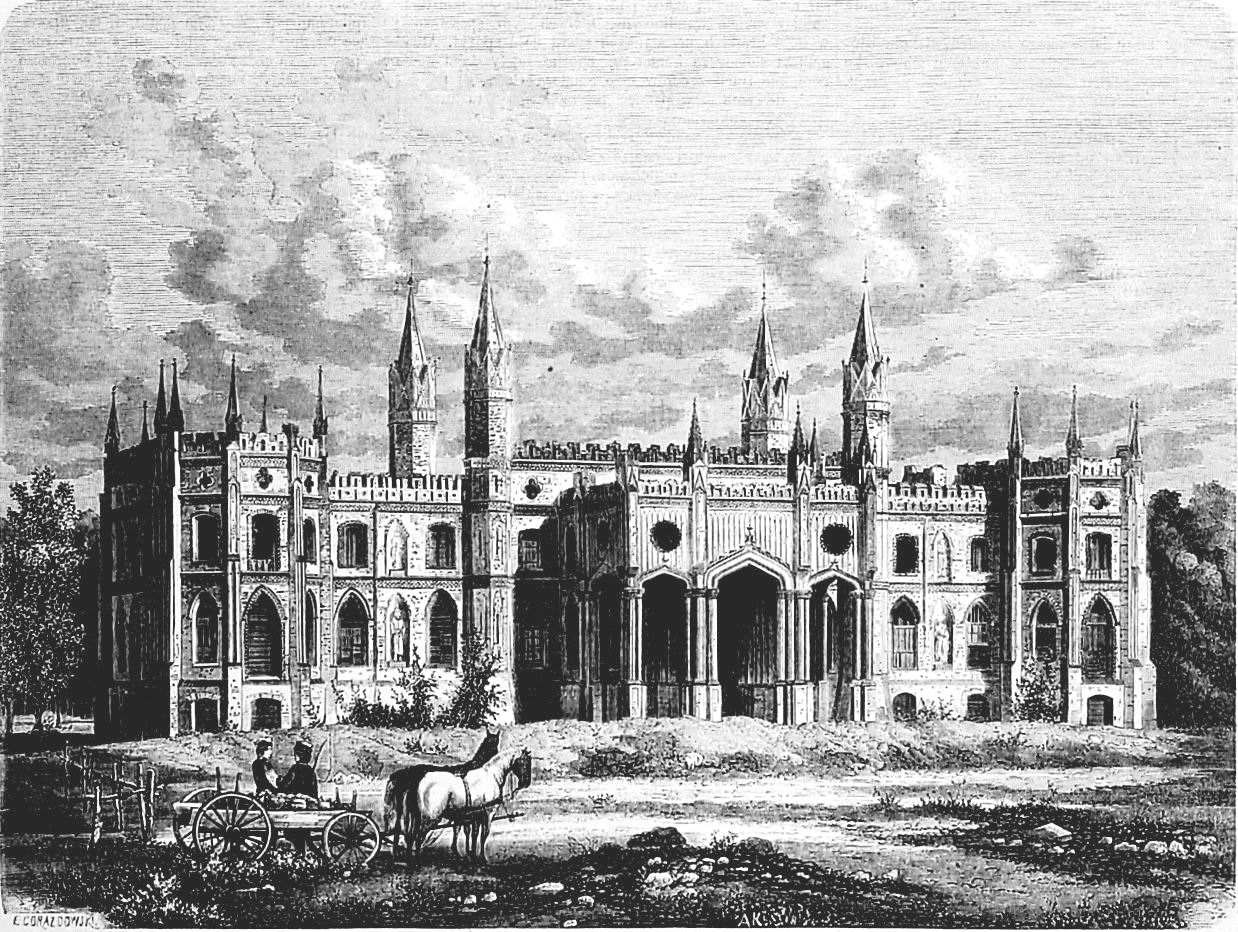
Pałac w Dowspudzie

### Początki stosowania form gotyzujących
Pierwszą realizacją neogotycką w Polsce był łuk triumfalny z 1764 roku zbudowany na rynku w Warszawie z okazji koronacji Stanisława Augusta Poniatowskiego. Pierwszą stałą budowlą o charakterze gotyzującym była zachowana do dzisiaj wieża wzniesiona w 1780 roku w ogrodzie księżnej Izabeli z Czartoryskich Lubomirskiej na Mokotowie pod Warszawą. Z kolei pierwszym pałacem uznawanym przez część badaczy za zawierający cechy gotyckie był zbudowany w latach 1787–1789 pałac w Korsuniu koło Kaniowa, jednak uważa się też, że prezentował on stylistykę mauretańską. Pierwszą realizacją, którą można uznać w pełni za neogotycką był Dom Gotycki w Arkadii zbudowany w latach 1795–1797 wg koncepcji Aleksandra Orłowskiego i projektu Szymona Bogumiła Zuga. W 1802 roku wystawiona została z inicjatywy Stanisława Kostki Potockiego Galeria Gotycka w jego pałacu w Wilanowie, którą zaprojektował Chrystian Piotr Aigner oraz w tym samym roku architekt Jakub Kubicki odbudował w 1802 roku ruinę zameczku w Radziejowicach w stylu neogotyckim. Przed rokiem 1807, w gotyzującym stylu została przekształcona fasada zamku w Łańcucie. W 1809 roku w Puławach w stylu klasycystyczno-neogotyckim na cele muzealne wzniesiono Dom Gotycki.

### Rozwinięcie stylu neogotyckiego
Jednym z pierwszych kościołów neogotyckich w Polsce był kościół w miejscowości Wielącza pod Zamościem zbudowany w latach 1821–1832 według projektu Wacława Ritschela. Kolejnym była kaplica św. Anny na cmentarzu w Wilanowie według projektu Chrystiana Piotra Aignera w latach 1823–1826 oraz Galeria Gotycka, jaka została w latach 1823–1825 zbudowana przed warszawskim kościołem Dominikanów. Około roku 1828 został od podstaw zbudowany niewielki neogotycki pałacyk w Opinogórze.
Spośród budynków świeckich jako jeden z wczesnych przykładów w pełni architektury neogotyckiej można wymienić Pałac Paca w Dowspudzie z lat 1820–1823. Innymi przykładami neogotyckiej architektury rezydencjonalnej są zamek w Kórniku, dworzec w Nowych Skalmierzycach, pałac w Łeśkowem w stylu neogotyku elżbietańskiego, pałac w Landwarowie, pałac w Czerniatynie, pałac w Kosowie. Pod koniec XIX wieku styl neogotycki często był stosowany przy dekoracji kamienic mieszczańskich (np. Kamienica Ławrynowicza w Warszawie lub Gmach Warszawskiego Towarzystwa Wioślarskiego w Warszawie).
Na ziemiach polskich do najbardziej znanych architektów tworzących budowle neogotyckie należeli: Józef Pius Dziekoński, Teodor Talowski, Henryk Marconi, Piotr Aigner, Feliks Księżarski, Alexis Langer, Franciszek Jaszczołd, Ludwig Schneider, Jan Sas-Zubrzycki, Konstanty Wojciechowski.

### Styl wiślano-bałtycki

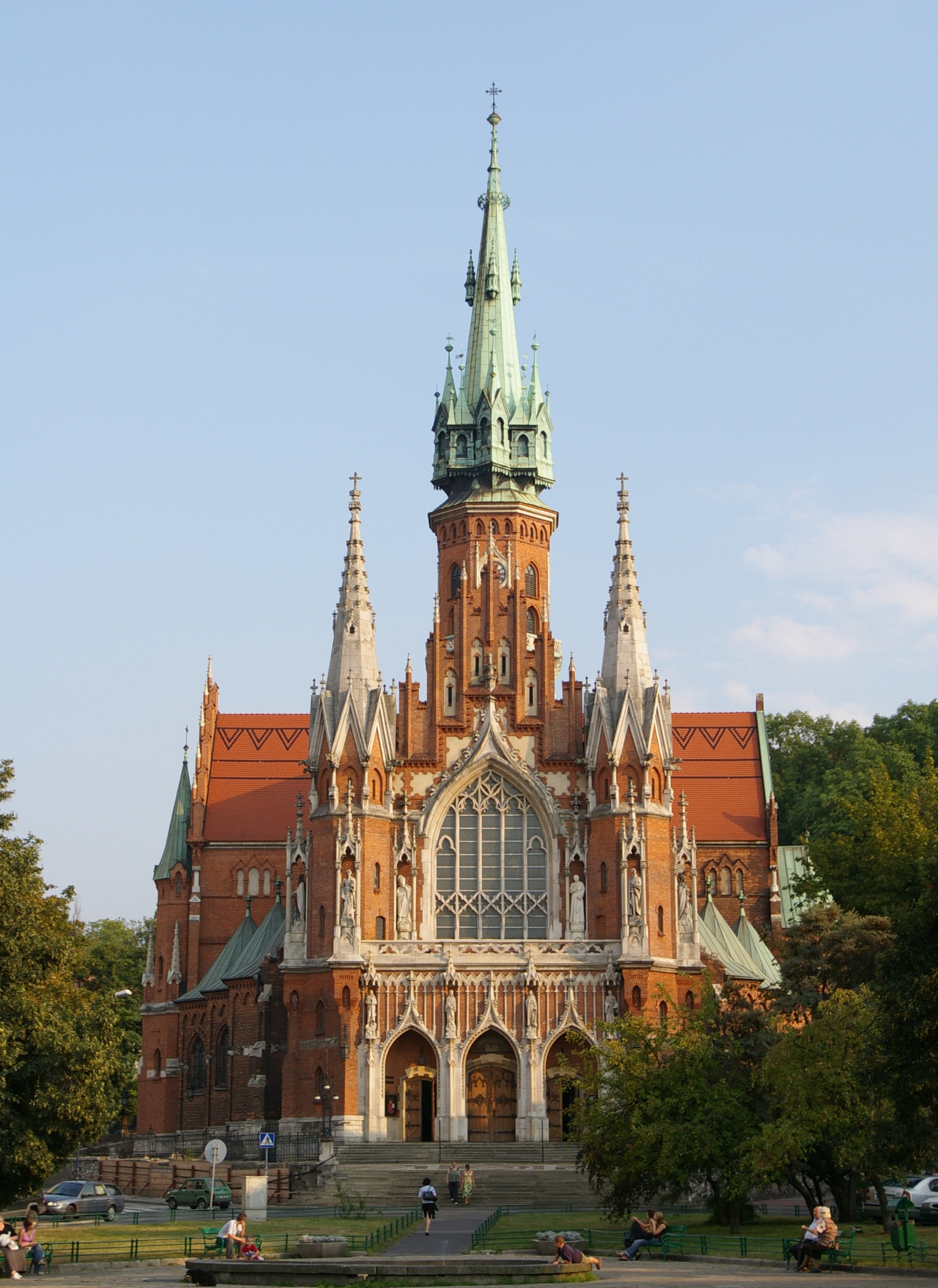
Kościół św. Józefa w Krakowie Podgórzu z 1905 roku

Jedną z odmian neogotyku stał się popularny w Polsce tzw. styl wiślano-bałtycki, który był uznawany przejściowo za „polski styl narodowy”. Koncepcję tę w latach 60. i 70. XIX wieku wypracowali krakowscy historycy Władysław Łuszczkiewicz i Józef Łepkowski. Ich koncepcje teoretyczne spotkały się z żywym odzewem wśród badaczy na Mazowszu.
W latach 80. XIX wieku problematyką gotyku jako polskiego stylu narodowego zajął się Karol Matuszewski, który propagował styl wiślano-bałtycki. Styl ten rozpropagował szczególnie ogłoszony w 1886 roku konkurs na projekt kościoła św. Michała i św. Floriana w Warszawie, podczas którego w regulaminie określono, że styl świątyni ma być ostro-łukowy w odcieniu tak zwanym wiślano-bałtyckim. Zrealizowano projekt Józefa Piusa Dziekońskiego, a kolejną ważną realizacją w tym stylu był kościół Wniebowzięcia NMP w Łodzi, projektu Konstantego Wojciechowskiego.
Kolejne realizacje to katedra Opieki Najświętszej Marii Panny w Radomiu, kościół Wniebowzięcia NMP w Białymstoku, kościół Matki Bożej Pocieszenia w Żyrardowie, kościół św. Stanisława w Czerwonce Liwskiej, kościół św. Stanisława Biskupa w Warszawie, kościół w Milejowie, Gorzkowicach, Zdunach, kościół w Markach, kościół w Radziwiu, Rozniszowie, kościół w Mogielnicy, kościół w Dłutowie, kościoły w Dąbrowie Górniczej, Sosnowcu-Pogoni, Sosnowcu-Niwce, Strzemieszycach, Sosnowcu-Zagórzu. W nieco innym stylu nawiązującym do gotyku małopolskiego projektowali Sławomir Odrzywolski (kościół w Miejscu Piastowym), Teodor Talowski (Kościół św. Elżbiety we Lwowie) i Jan Sas-Zubrzycki (kościół w Szczurowej, kościół w Trześniowie). Ten ostatni architekt wprowadził w latach 90. XIX wieku termin styl nadwiślański, którego przykładem może być kościół św. Józefa w Podgórzu w Krakowie.

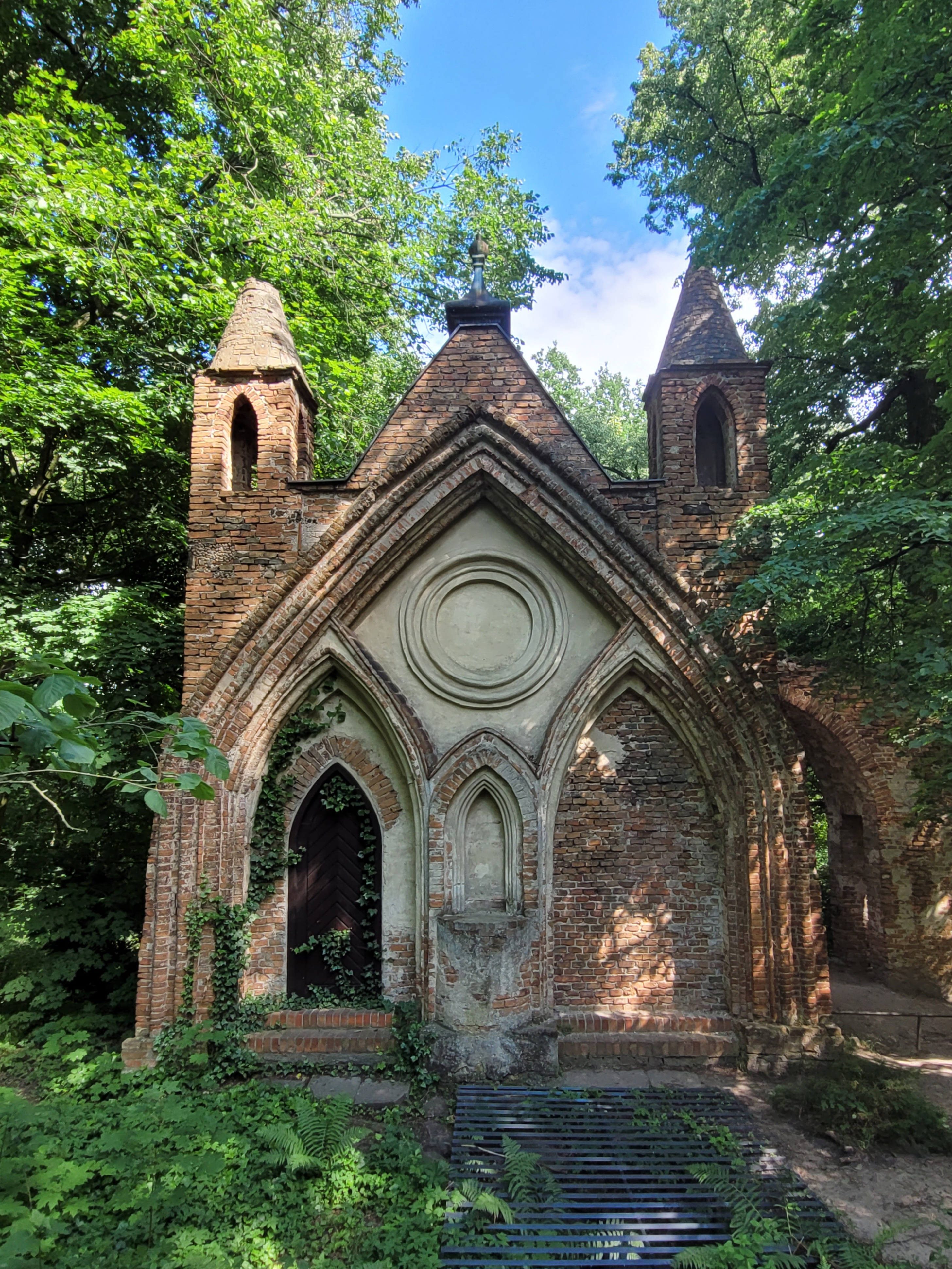
Arkadia koło Nieborowa - Dom Gotycki (1795)
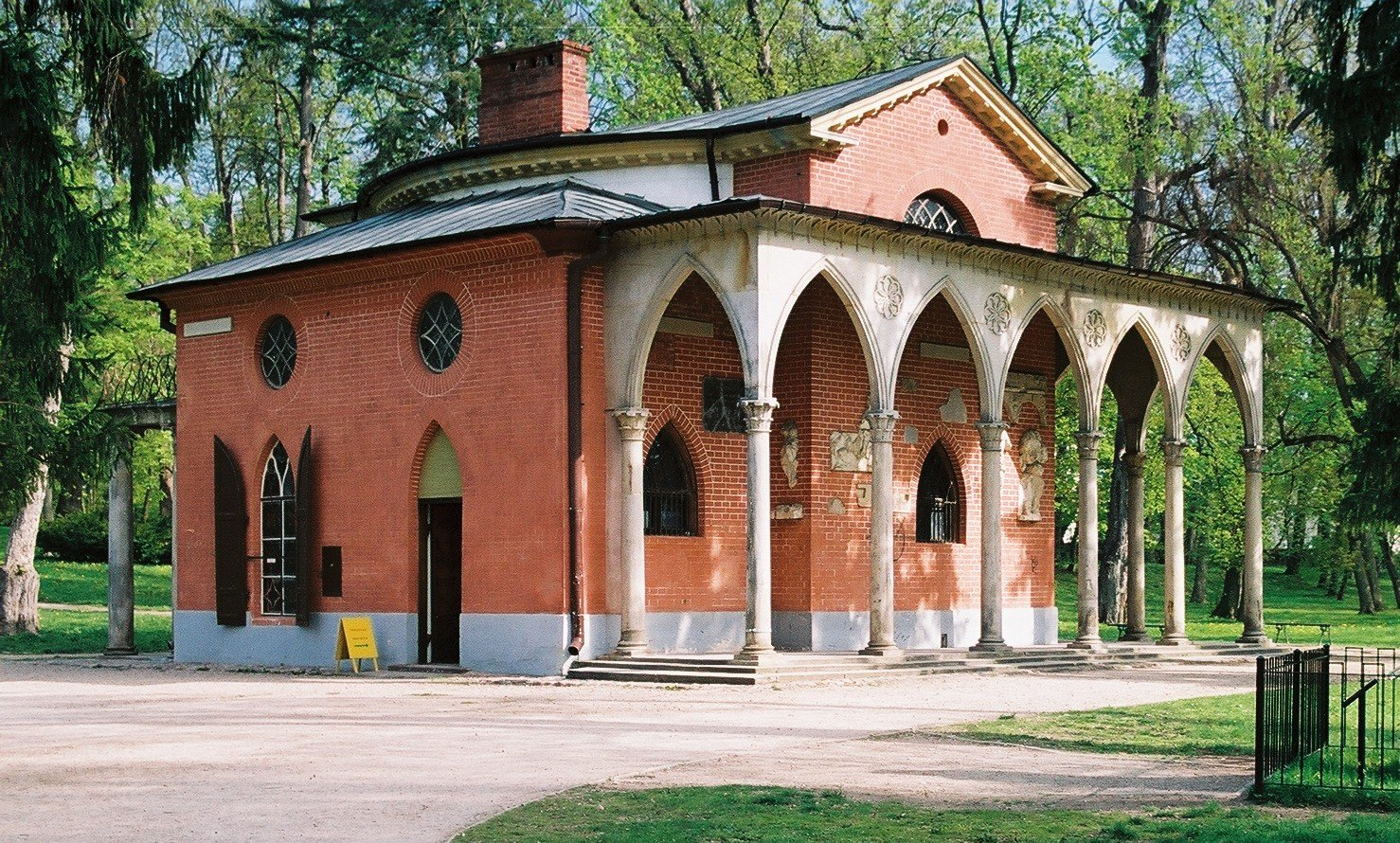
Domek Gotycki w Puławach[11] (1809)
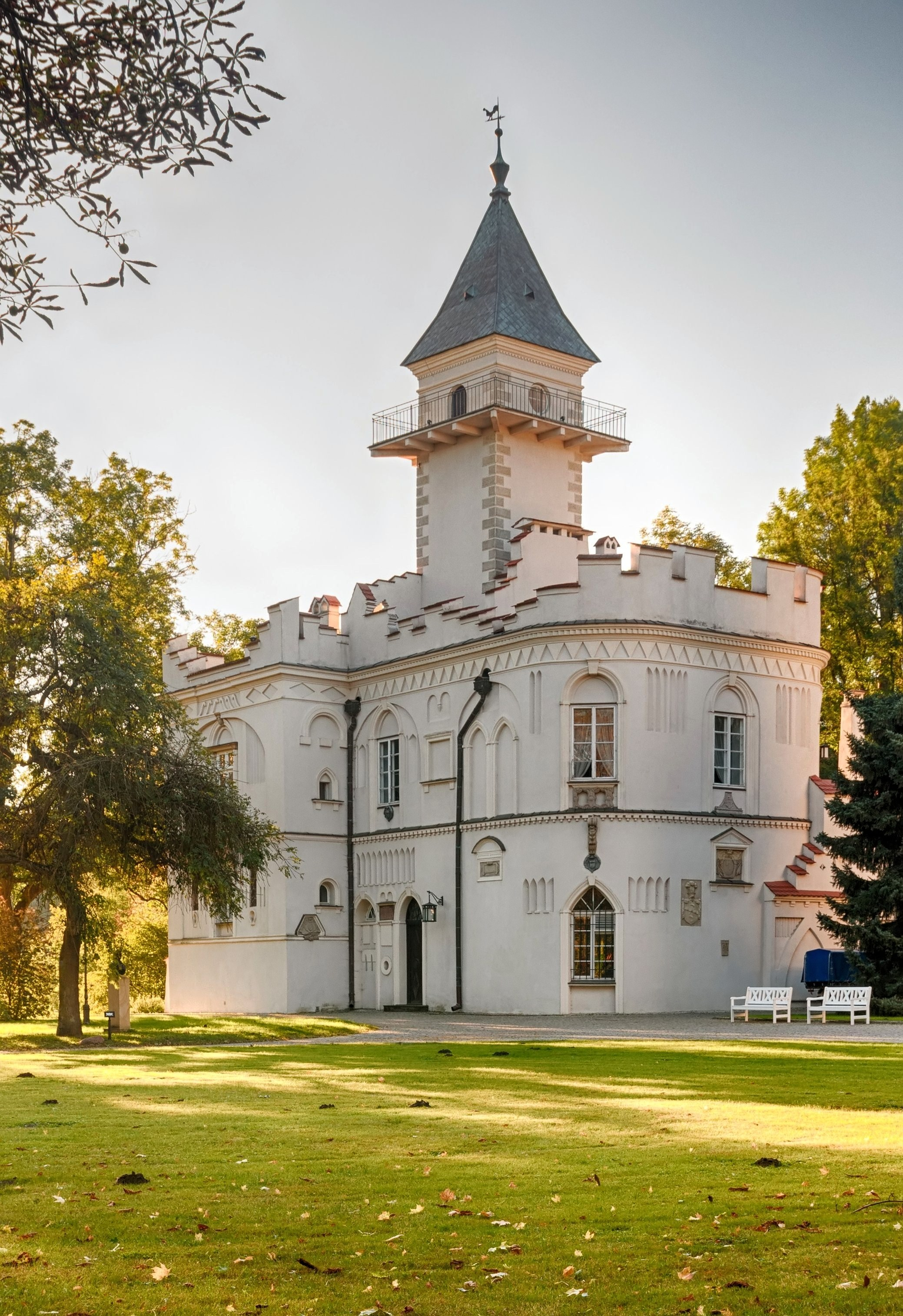
Zameczek w Radziejowicach[12] (1802)
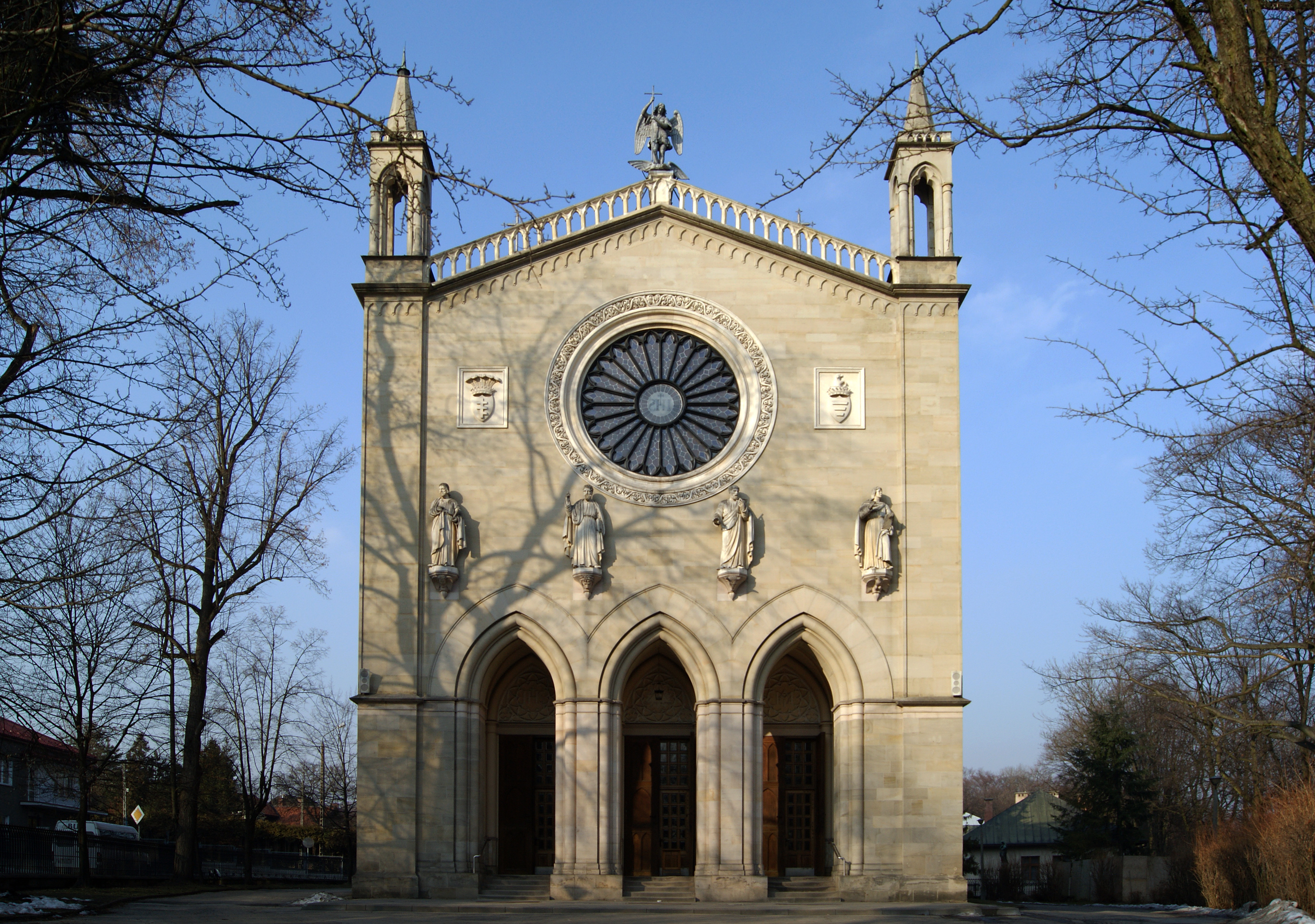
Kościół św. Marcina w Krzeszowicach
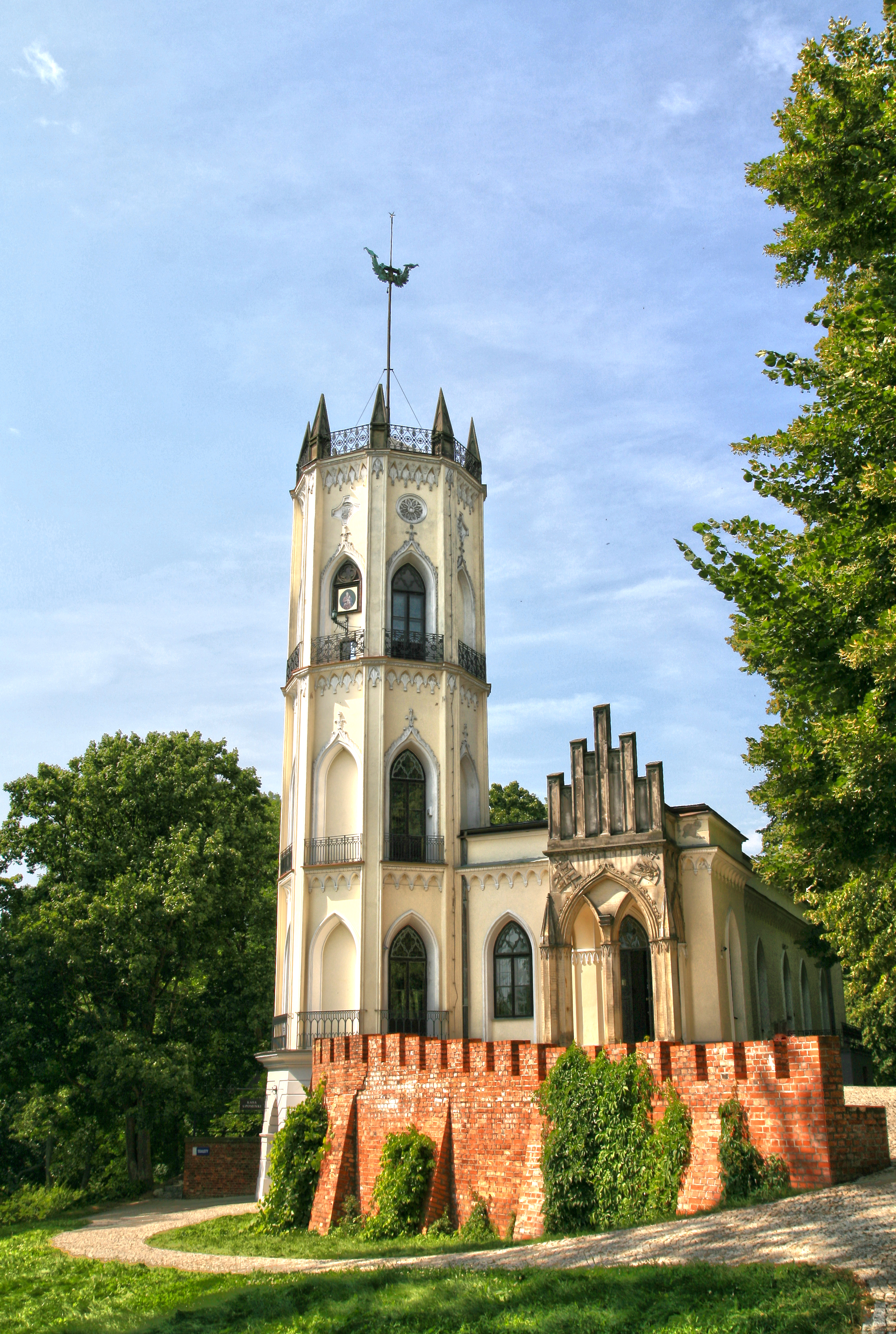
Zameczek Krasińskich w Opinogórze, 1828
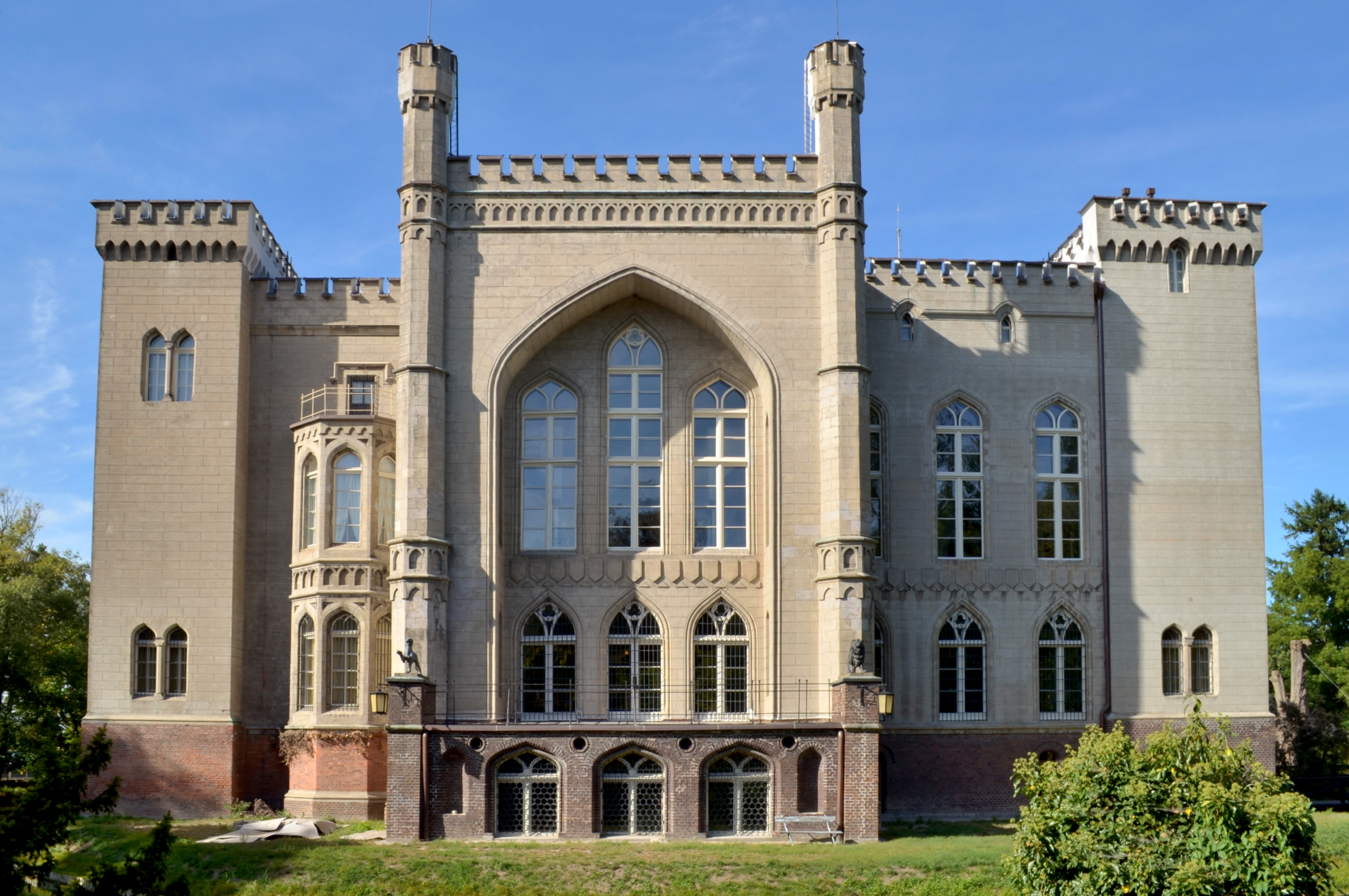
Zamek w Kórniku
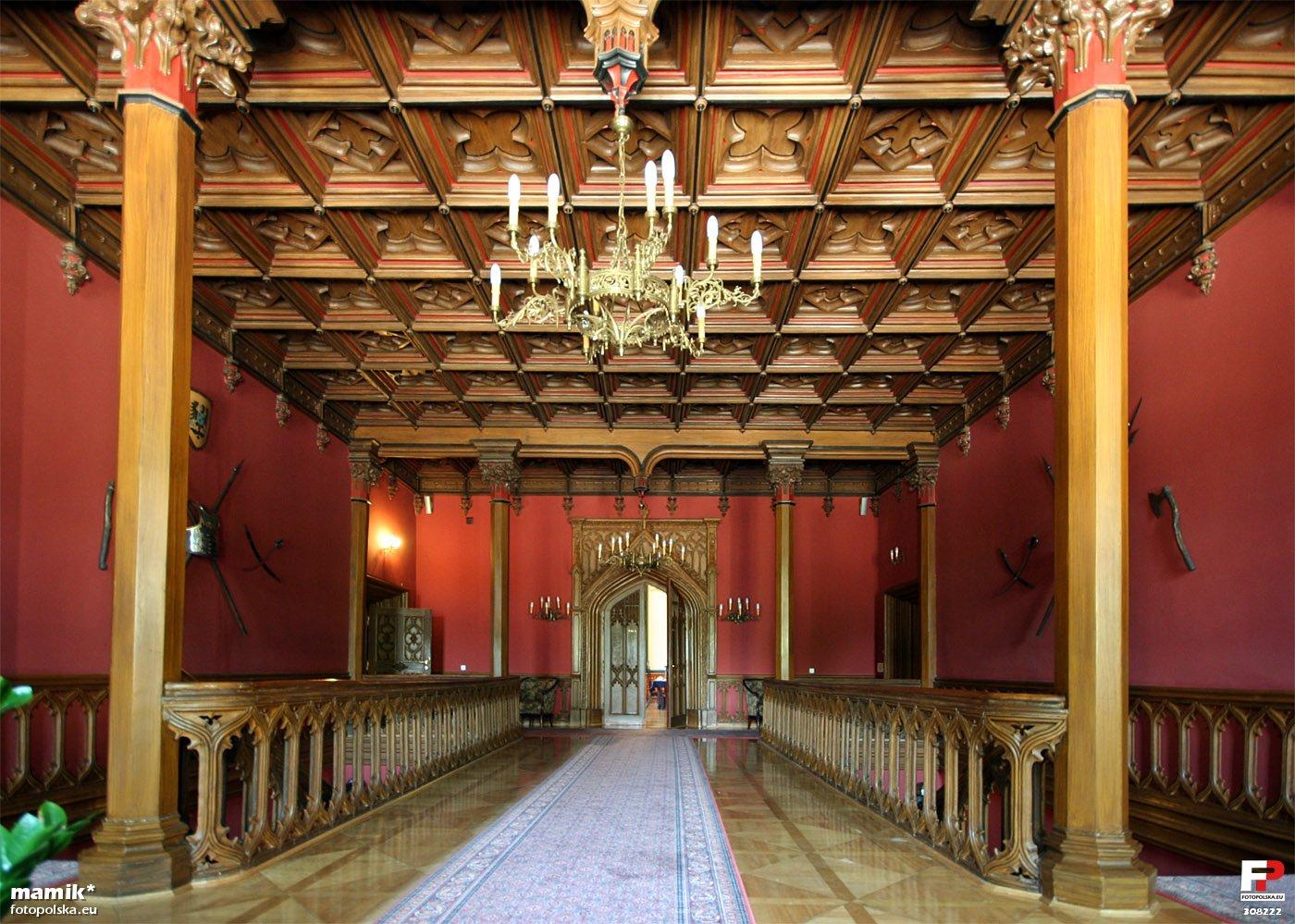
Hall pałacu w Starejwsi, 1859, B. Podczaszyński
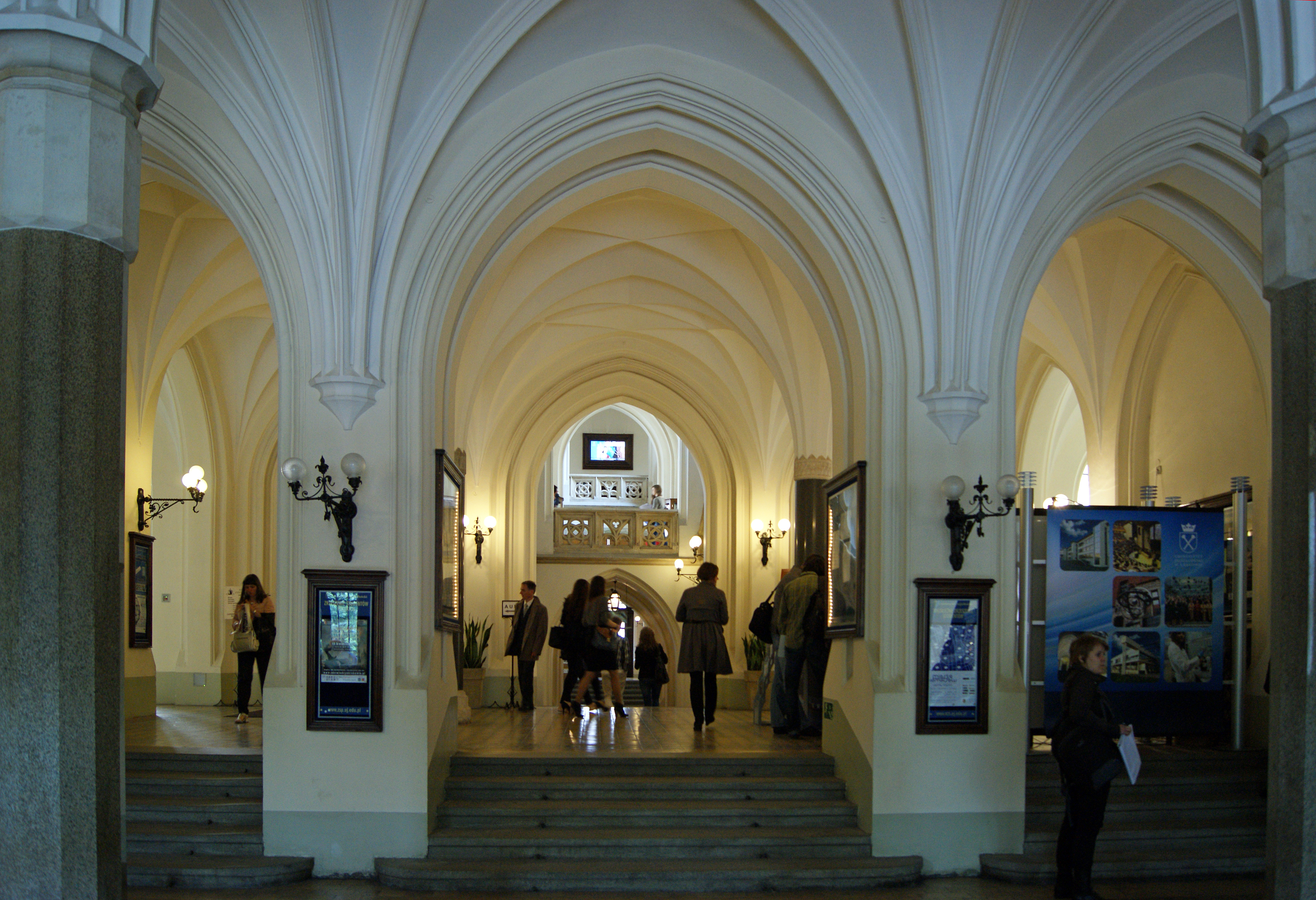
Collegium Novum UJ
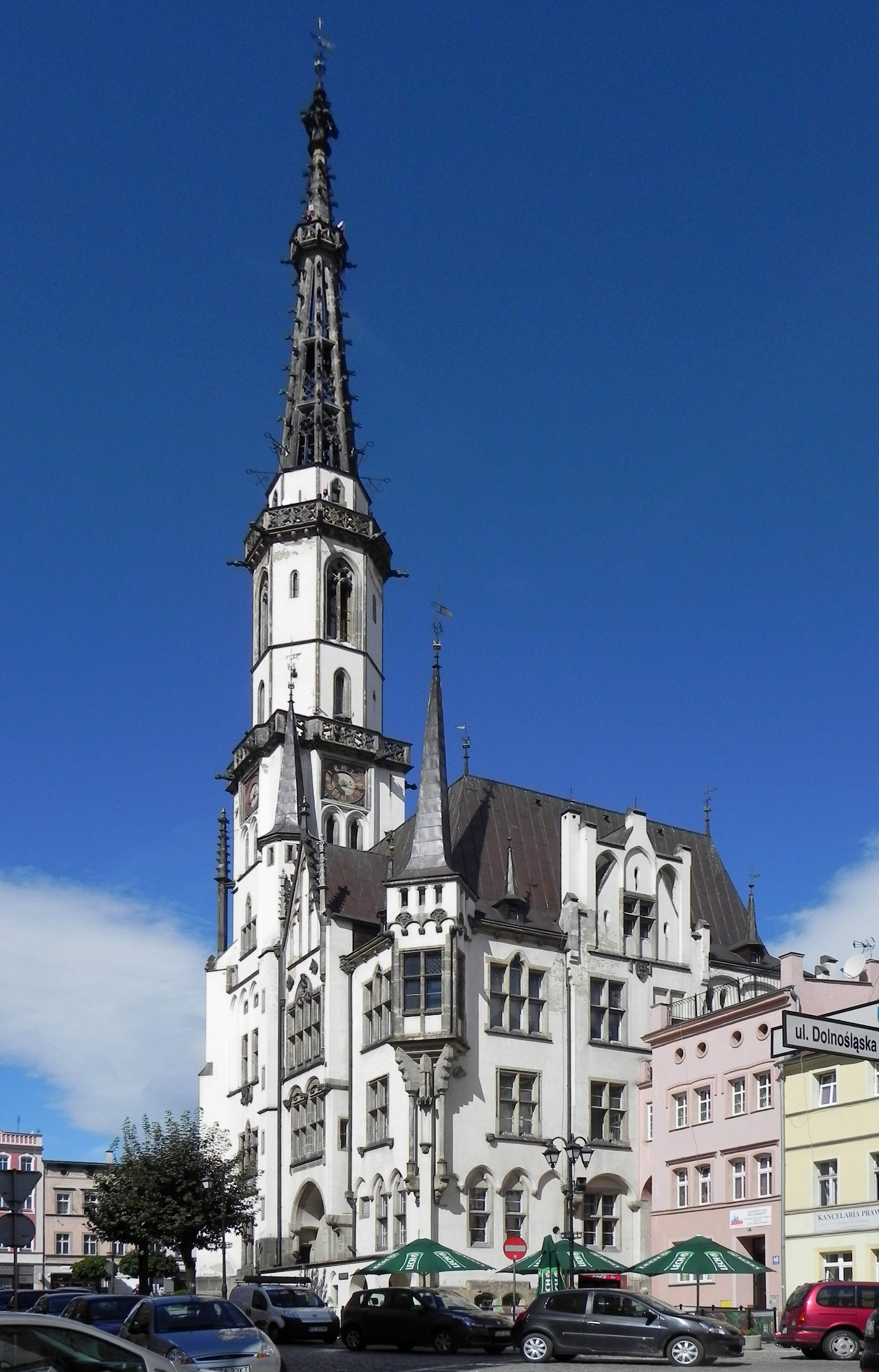
Ratusz w Ząbkowicach Śląskich
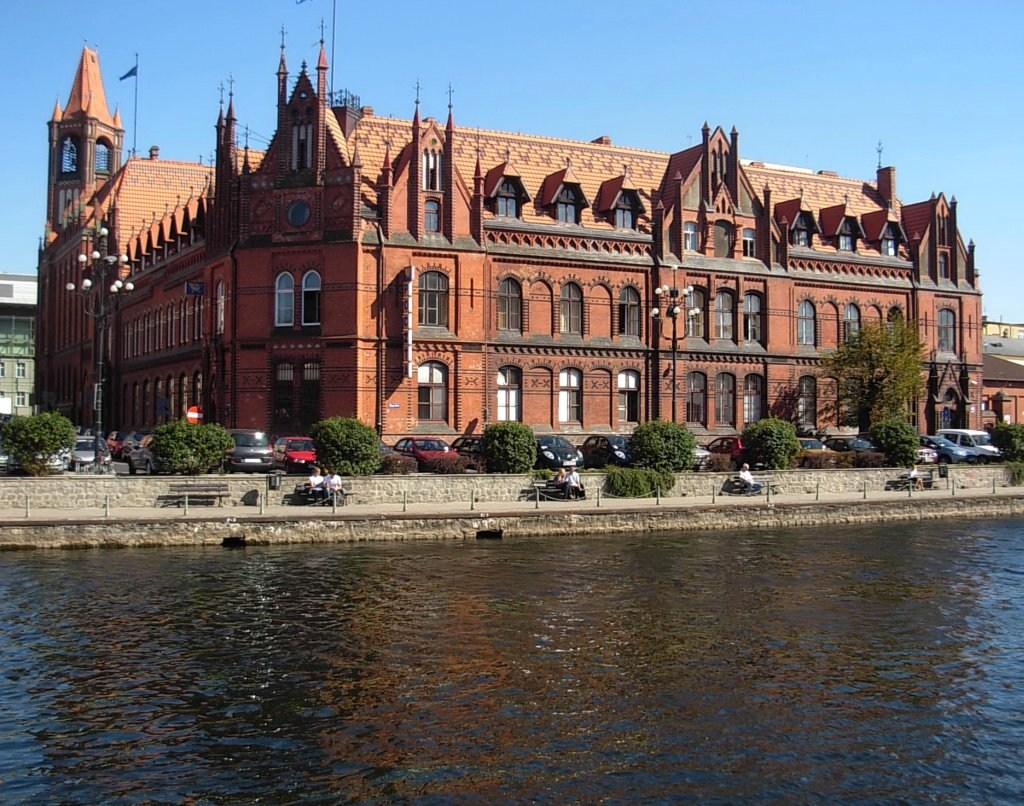
Poczta Główna w Bydgoszczy
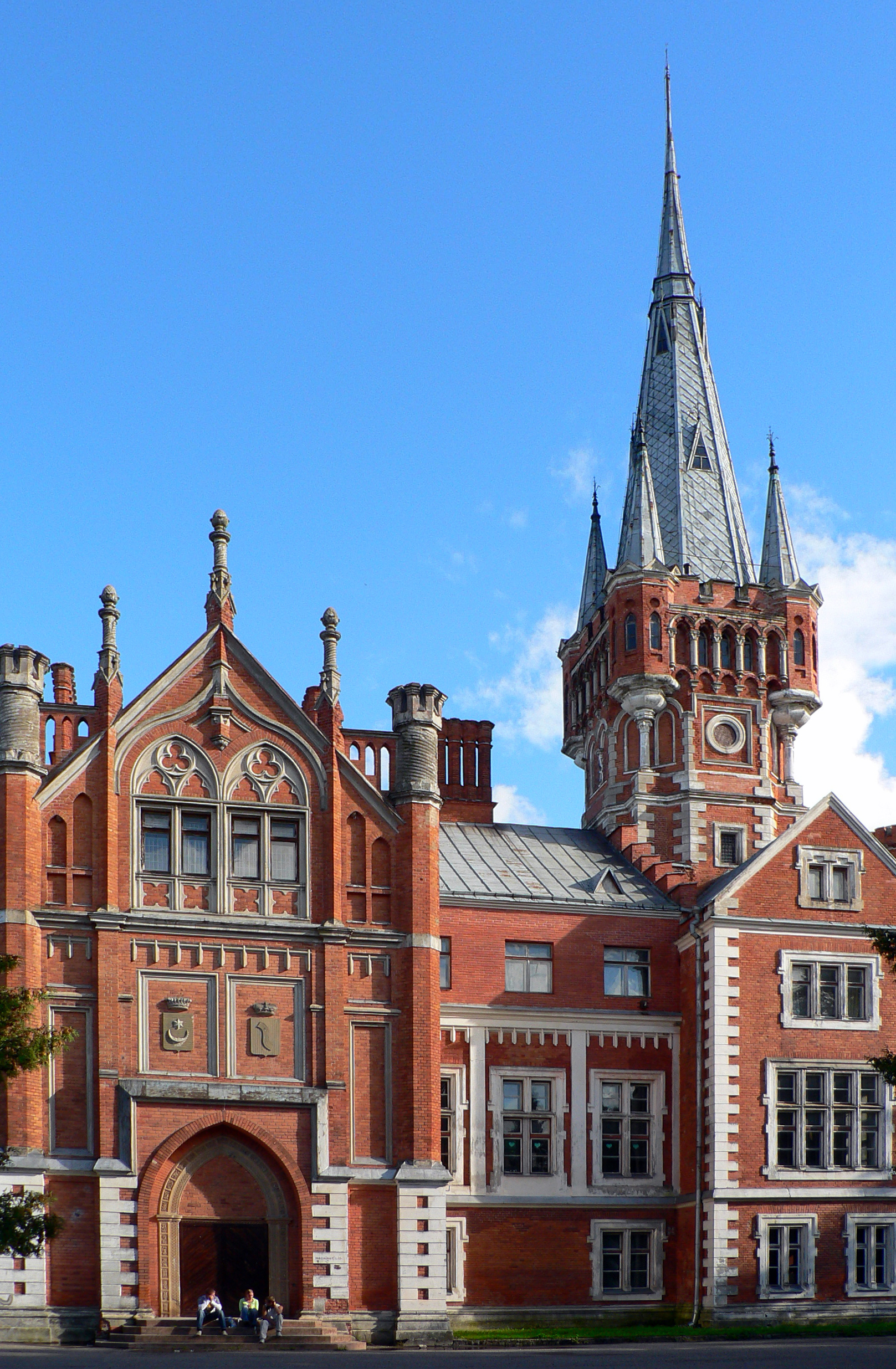
Pałac Tyszkiewiczów w Landwarowie
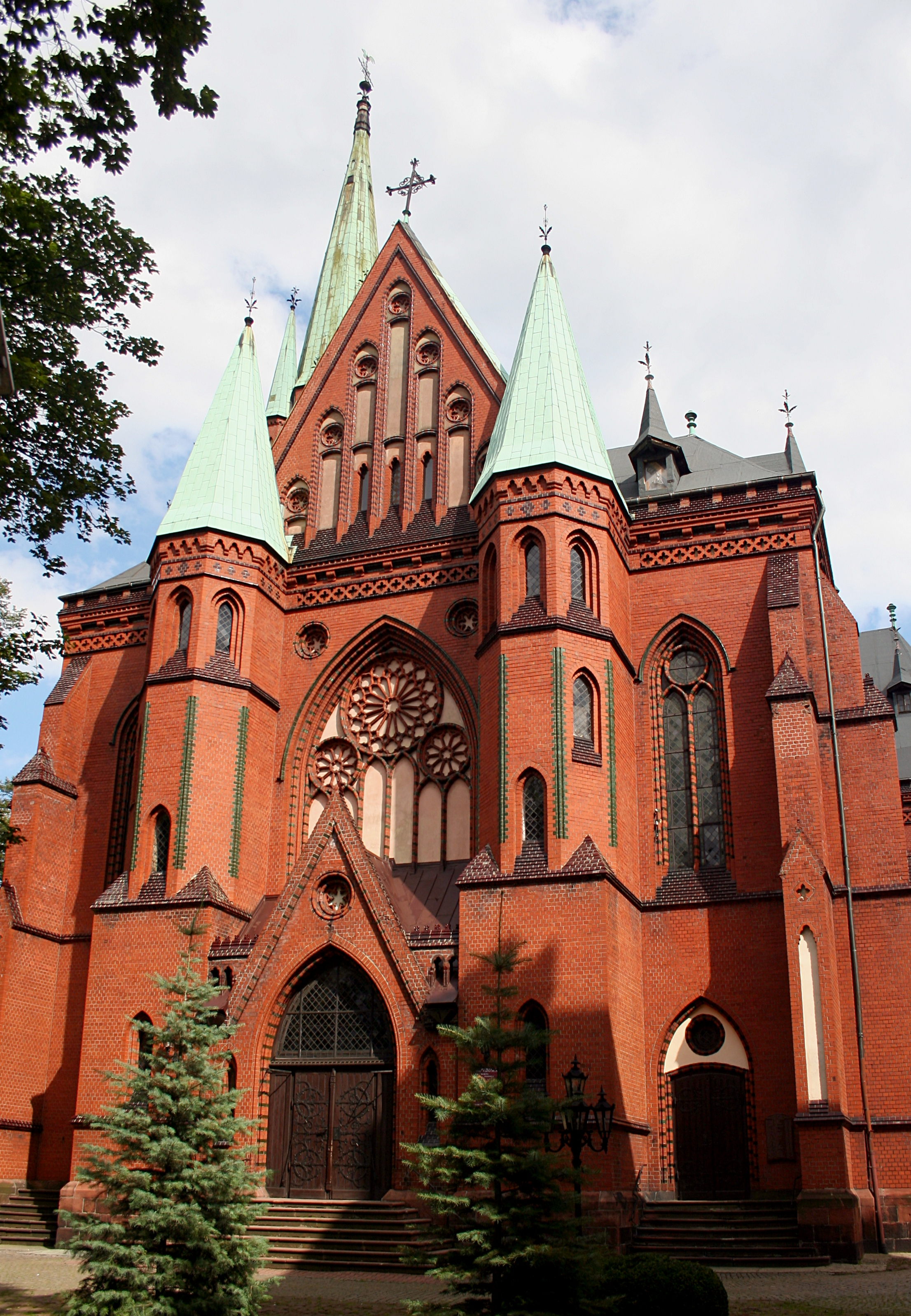
Kościół św. Mikołaja w Nowej Rudzie
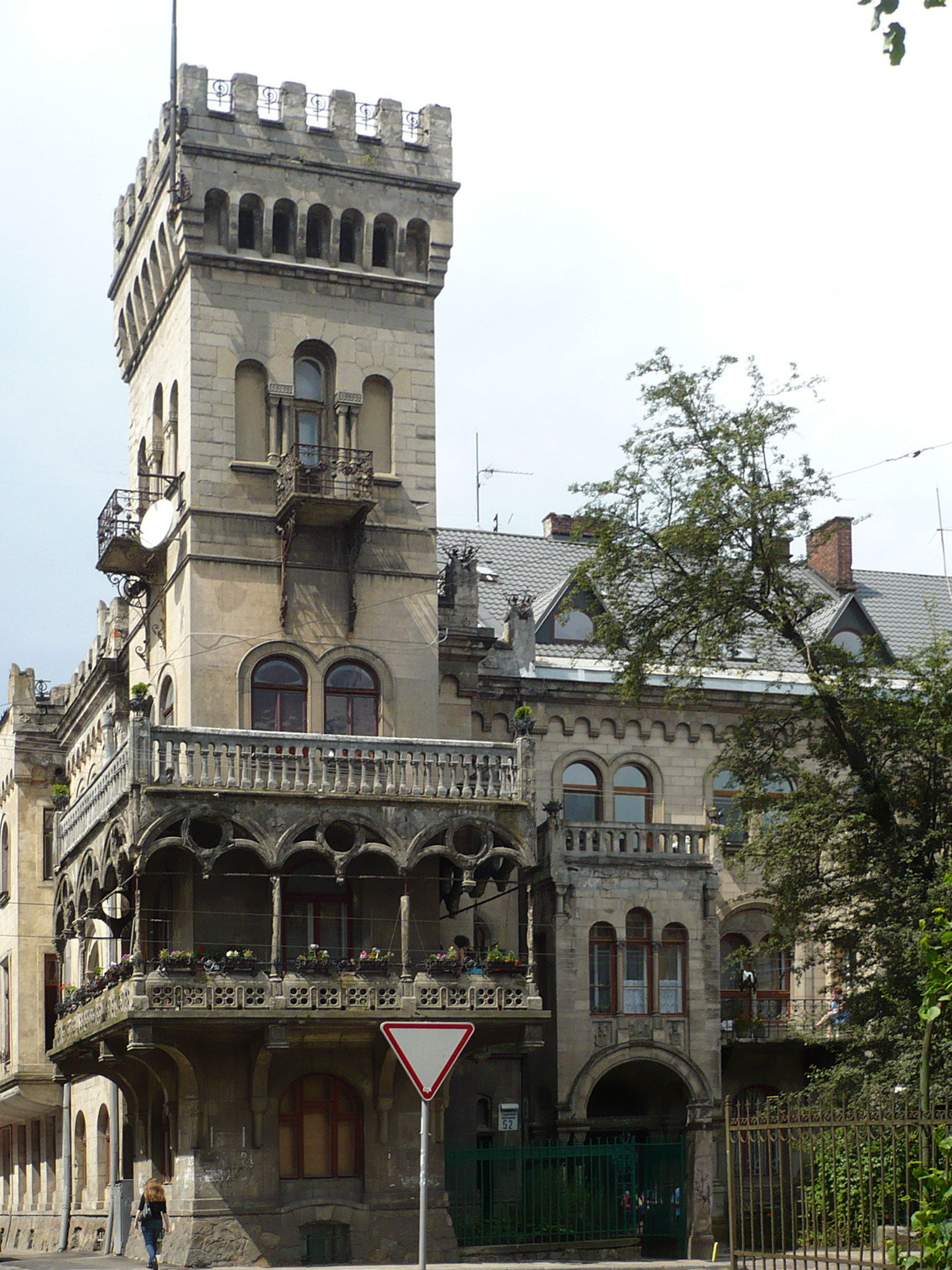
Dom Biesiadeckiego we Lwowie
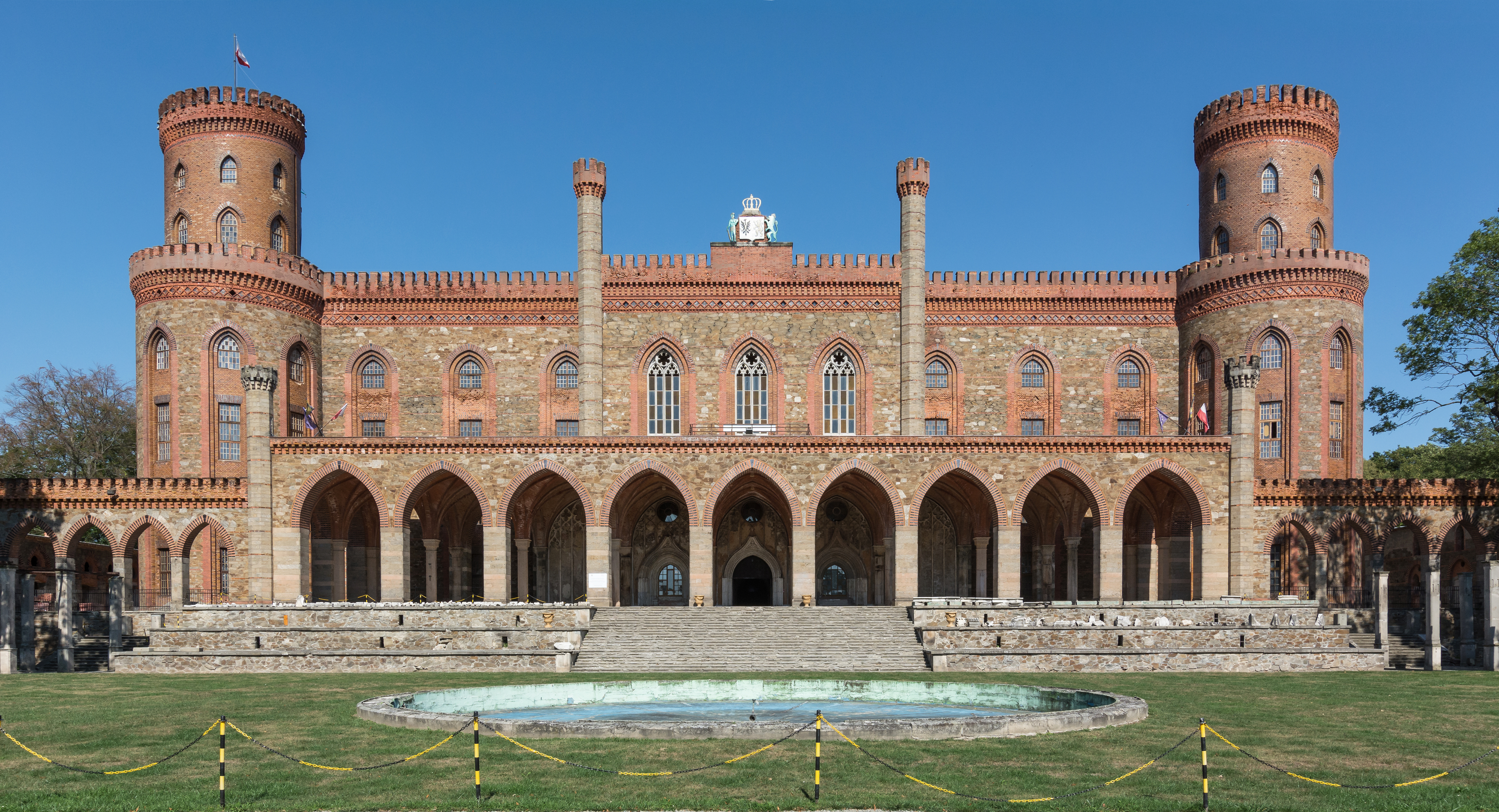
Pałac w Kamieńcu Ząbkowickim
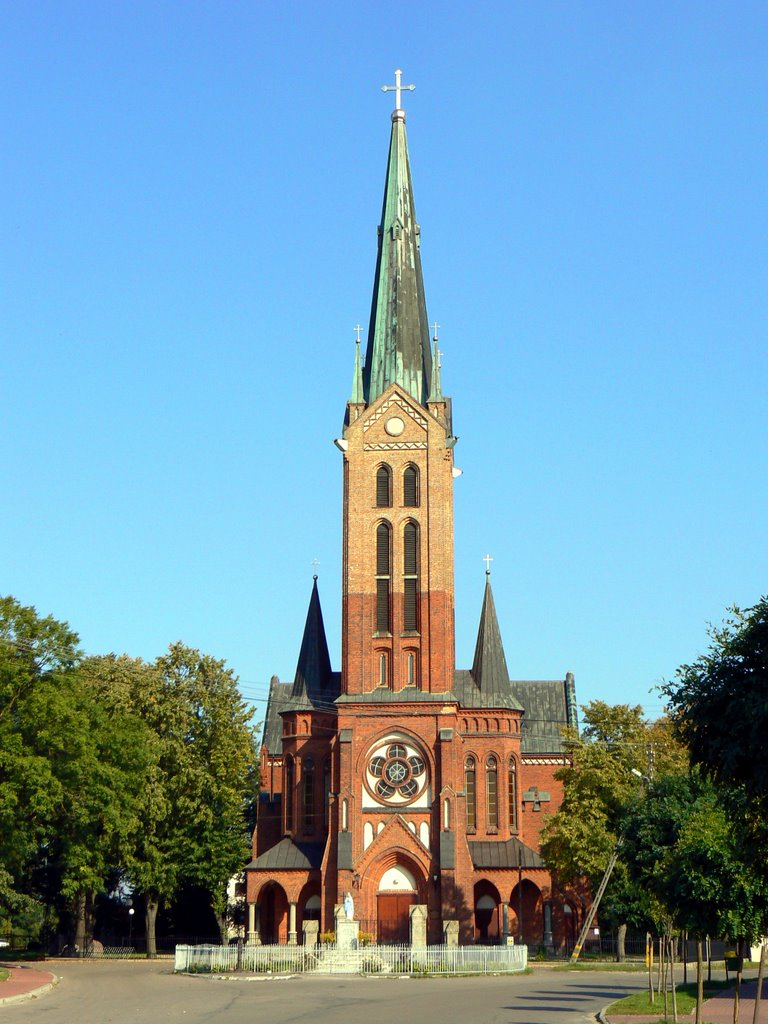
Kościół w Postoliskach
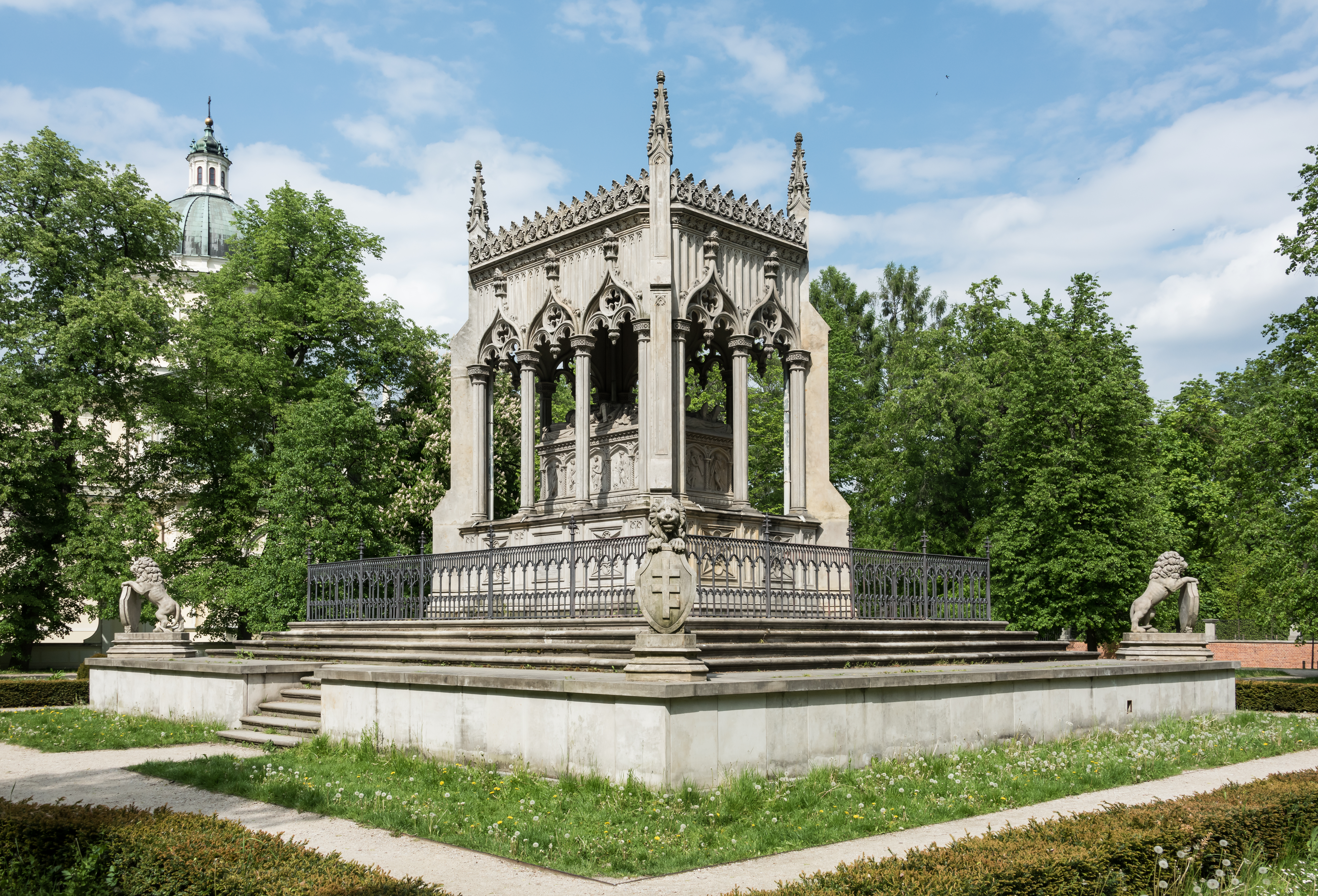
Mauzoleum Potockich w Wilanowie